# Bryse Wilson
Bryse Everett Wilson (Durham, Carolina del Norte, 20 de diciembre de 1997), más conocido como Bryse Wilson, es un jugador profesional estadounidense de béisbol que se desempeña en la posición de lanzador en Chicago White Sox, equipo de las Grandes Ligas de Béisbol (MLB).

## Carrera
Wilson hizo su debut en la MLB con el equipo Atlanta Braves, en el cual jugó cuatro temporadas (2018-2021), después pasó a Pittsburgh Pirates (2021-2022), luego a Milwaukee Brewers (2023-2024), posteriormente a Chicago White Sox.